# Willem Johan Frederik Nieuwenhuysen
Willem Johan Frederik Nieuwenhuysen (Utrecht, 4 januari 1818 – Utrecht, 19 mei 1869) was een Nederlands organist en beiaardier.
Hij was zoon van organist Frederik Nieuwenhuysen en Catharina van Maarseveen. Hijzelf van getrouwd met Henriette Antonia van Beusekom.
Hij kreeg zijn opleiding van zijn vader. Nieuwenhuysen was aanvankelijk organist van de Doopsgezinde Kerk te Utrecht. Hij werd in 1840 na een vergelijkend examen aangesteld als organist van de Domkerk als opvolger van zijn vader Frederik Nieuwenhuysen. Hij behield die betrekking tot kort voor zijn dood. Daarnaast was hij vanaf 1847 beiaardier van de Dom.
Nieuwenhuysen maakte naam met leerboeken voor orgelspel en redigeerde van 1846 tot 1848 het Nederlandsch Muzikaal Tijdschrift onder het pseudoniem Ernest van Wachten. Hij was actief in de Nederlandsche Koraalvereeniging en in de Vereeniging voor Nederlandsche Muziekgeschiedenis. Als componist schreef hij werken in verschillende bezettingen, zoals Nieuwe psalmwijzen uit 1867, de ouverture Hernani en de cantate Leicester en Iets over interludia. Hij was betrokken bij de heruitgave van Czerny,s opus 526, 12 voorspelen voor harmonium met vingerzetting.
- International Standard Name Identifier: 0000 0003 9340 1673
- Nederlandse Thesaurus van Auteursnamen: 162479921
- Virtual International Authority File: 287665386
- WorldCat: E39PBJmpd9J9Vqw89XDW3CkxDq